# Alfred Nagl
Alfred Nagl (* 21. Mai 1841 in Krems an der Donau; † 5. Oktober 1921 in Wien) war ein österreichischer Numismatiker, Historiker und Jurist.

## Leben
Alfred Nagl studierte Rechtswissenschaft an der Universität Wien  und wurde 1867 zum Dr. jur. promoviert. Von 1872 bis zu seiner Pensionierung 1909 arbeitete er als Hof- und Gerichtsadvokat in Wien.
Neben seiner beruflichen Tätigkeit trat Nagl durch zahlreiche Publikationen zur Geld- und Währungsgeschichte, zur Metrologie und zum Rechenwesen der Antike und des Mittelalters hervor. Er war Vizepräsident des Vereins für Landeskunde von Niederösterreich.

## Ehrungen
- Alfred Nagl war Ehrenmitglied der Österreichischen Numismatischen Gesellschaft.
- Seit 1910 war er Ehrenmitglied der katholischen Studentenverbindung Aargau Wien.
- Die Dr.-Alfred-Nagl-Gasse ⊙ in Krems erinnert an ihn.

## Schriften (Auswahl)
- Der Kremser Guldenfund und die Anfänge der Goldwährung in Österreich. In: Blätter des Vereins für Landeskunde von Niederösterreich. Neue Folge Bd. 26, 1892, ZDB-ID 501693-9, S. 298–339, (Digitalisat (PDF; 35,27 MB)).
- Die Goldwährung und die handelsmässige Geldrechnung im Mittelalter. Studie zur Geschichte des mittelalterlichen Währungswesens. In: Numismatische Zeitschrift. Bd. 26, 1994, ISSN 0250-7838, S. 41–258.
- Die Rechentafel der Alten (= Sitzungsberichte der kaiserlichen Akademie der Wissenschaften. Philosophisch-Historische Klasse. 177, 5, ZDB-ID 211453-7). Hölder (in Komm.), Wien 1914.